# Munida pilorhyncha
Munida pilorhyncha is een tienpotigensoort uit de familie van de Munididae. De wetenschappelijke naam van de soort is voor het eerst geldig gepubliceerd in 1966 door Miyake & Baba.